# 阿塞拜疆强制同化塔莱什人
苏联阿塞拜疆的塔利什人曾遭受强制同化政策。这项政策由阿塞拜疆苏维埃社会主义共和国当局和苏联民族志学者共同编造和传播，声称在苏维埃阿塞拜疆，“塔利什人已完全自愿地被同化为阿塞拜疆人”。这种说法是为了证明阿塞拜疆苏维埃社会主义共和国领导层对塔利什人实施的同化政策的合理性而编造的，并通过百科全书、地图和教科书等各种渠道传播。

## 经过
根据1939年的人口普查，阿塞拜疆苏维埃共和国共有8,7510名塔雷什人；因此，塔雷什人是阿塞拜疆第五大民族（仅次于阿塞拜疆人、俄罗斯人、亚美尼亚人和列兹金人），也是共和国最大的少数民族之一。然而，1959年的人口普查却显示，阿塞拜疆只有85名塔雷什人。当局对塔雷什人在此次人口普查中几乎完全“消失”的官方解释是：“塔雷什人自愿并集体向人口普查人员宣称自己是阿塞拜疆人”。 克里斯塔·戈夫在她的书中用文献证据表明，莫斯科中央统计局曾计划在1959年的人口普查中纳入塔雷什民族类别，但在阿塞拜疆自己收集和编制人口普查报告时却忽略了这一类别。
戈夫认为，阿塞拜疆苏维埃共和国领导层在苏联民族志研究中运用人口普查数据，编造了塔雷什人“完全自愿、自然同化”的叙事。随后，大量民族志、语言学、历史地理学和其他材料不断涌现和复制这些叙事，戈夫认为，这些叙事旨在为塔雷什人的民族“灭绝”辩护，并强化官方关于塔雷什人“自愿同化”的神话。在描述塔雷什人遭遇时，苏联民族志学家强调他们与阿塞拜疆人在文化和生活上的共同点，并将突厥语系阿塞拜疆人对伊朗语系塔雷什人的“同化”描述为苏联国家的“非凡成就”和“民族历史的突破”；例如，苏联大百科全书开始说“在苏联，塔雷什人几乎与阿塞拜疆人融合，他们在物质和精神文化上非常接近，因此在1970年的人口普查中并没有将他们与阿塞拜疆人分开。”
这项同化政策给塔雷什人及其日常生活带来了巨大的社会、政治和经济压力，迫使他们“融入”名义上的阿塞拜疆民族。例如，塔雷什人不能在官方文件中登记为塔雷什族的代表，父母也不能让孩子入读以塔雷什语授课的学校。一些塔雷什人请求当局在政府文件中声明他们作为塔雷什人的权利，但所有这些请求都被当局驳回，直到1989年才得到解决。其他人由于找不到解决办法，便采用了阿塞拜疆身份，以避免在日常生活中（例如求职时）受到歧视。克里斯塔·戈夫也引用了塔雷什人的故事。塔雷什人承认，由于民族身份的污名化，塔雷什阿塞拜疆人缺乏学校、书籍和其他资源，以及不愿成为塔雷什人，他们更倾向于阿塞拜疆人的自我认同和阿塞拜疆语，甚至担心自己的孩子如果说塔雷什阿塞拜疆语会受到歧视。塔雷什人的代表经常模仿这些在百科全书、文章和其他印刷品中听到或看到的模拟叙事。
1960年至1989年，塔雷什人未被纳入人口普查，因为他们被视为阿塞拜疆人（阿塞拜疆土耳其人）的一部分。
1978年，部分塔雷什人向莫斯科中央统计局和《真理报》集体申诉，称人口普查工作人员拒绝在1979年即将进行的人口普查中将他们登记为塔雷什人。他们收到了全苏人口普查局局长伊索波夫的回信，信中指出，塔雷什人这一民族类别不会被纳入人口普查，因为伊索波夫在参考关于塔雷什人同化问题的民族志报告时写道，塔雷什人现在是阿塞拜疆人